# ¿Dónde carajos está Umaña?
¿Dónde carajos está Umaña? es una telenovela colombiana producida por Caracol Televisión en 2012. Esta protagonizada por Diego Trujillo, Marcela Carvajal, Xilena Aycardi, Carolina López y Karoll Márquez. Se estrenó el 7 de mayo de 2012 y finalizó el 1 de febrero de 2013. Es comercializada internacionalmente bajo el nombre ¿Dónde diablos está Umaña?.

## Sinopsis
Es la historia, en forma humorística, de Patricio Umaña, un empresario organizador de eventos, quien después de muchos fracasos empresariales decide traer al país a la artista estadounidense apodada Lady Gaga, pero la mala suerte y las trabas burocráticas hacen que fracase en el intento. Patricio Umaña, acosado por proveedores, patrocinadores y seguidores de la artista se ve obligado a escapar con su refinada familia hacia la costa colombiana.
En su huida, llega a 'La Oportunidad', una pequeña y sencilla población de la costa colombiana en la que es confundido con el hijo del difunto Nepomuceno Feria, un habitante del pueblo. Patricio Umaña, mientras logra encontrarle una solución al problema en el que metió a su familia, aprovecha la confusión, y él junto a toda su familia, fingen ser los familiares del difunto, apodado popularmente 'Don Nepo', y se hacen pasar por gente oriunda de esta población costera.

## Reparto

### Personajes principales
- Diego Trujillo - Patricio Umaña/Juan Nepomuceno "Juancho" Feria
- Marcela Carvajal - Ángela Adriana Pizarro Nieto de Umaña/Audrey Falla de Feria
- Carolina López - Daniela Umaña Pizarro/Daniela Cirila Feria Falla
- Erick Cuéllar - Felipe "Pipe" Umaña Pizarro/Felipe "Pipe" Feria Falla
- Ana María Kamper - Estela Lorenza Nieto Vda. de Pizarro/Lorenza Nieto/de Daza
- Alexandra Restrepo - Sagrario Cruz Mancilla

### Personajes secundarios
| - Alejandro Palacio - Fernando "Cabo" Payares #1 - Karoll Márquez - Fernando "Cabo" Payares #2 - Carlos Muñoz † - Fidel Daza "Don Fidel" - Ana Soler - Susy de Dangond "Doña Susy" - Julio Echeverry - Sabas Dangond "Sr. Alcalde" - Eileen Roca - Belinda Velandia "Profe Belinda" - Pedro Palacio - Tiburcio "El Viejo Tibur" - Kimberly Reyes - Magaly Dangond - Herbert King † - Padre Benancio - Álvaro García - "Vladimir Pérez" - Sergio Borrero - "Marcial" - Ricardo Vélez- Alex Cajiao (villano) - Andrés Felipe Martínez - Caicedo (villano) | - Marcia Jones Brango - Dinaluz - Jalker E- Farid Mancurro - Latamán Daza - Beto Villa Jr - Agente Gavilán - Luis Tamayo - Agente Golero - Kenny Delgado - Capitán Contreras - Margoth Velásquez - Doña Ceciclia - Xilena Aycardi - Srta. Lequerica "Reina" - Julio del Mar - Nepomuceno Feria (Difunto) - Myriam de Lourdes - Lola del Risco - Federico Rivera - Sargento Bermúdez - Belky Arizala - Srta. Úrsula - Carmen Marina Torres |

### Participación Especial
- Jorge Celedón- Él mismo

## Premios
| Premio y edición                                       | Categoría                                       | Nominado                                                       | Resultado | Ref.        |
| ------------------------------------------------------ | ----------------------------------------------- | -------------------------------------------------------------- | --------- | ----------- |
| XXIX Premios India Catalina 23 de febrero de 2013      | Mejor telenovela                                | Mejor telenovela                                               | Nominada  | [ 1 ] [ 2 ] |
| XXIX Premios India Catalina 23 de febrero de 2013      | Mejor actriz protagónica de telenovela          | Marcela Carvajal                                               | Ganadora  | [ 1 ] [ 2 ] |
| XXIX Premios India Catalina 23 de febrero de 2013      | Mejor actor protagónico de telenovela           | Diego Trujillo                                                 | Ganador   | [ 1 ] [ 2 ] |
| XXIX Premios India Catalina 23 de febrero de 2013      | Mejor actriz de reparto de telenovela           | Alexandra Restrepo                                             | Ganadora  | [ 1 ] [ 2 ] |
| XXIX Premios India Catalina 23 de febrero de 2013      | Mejor actriz de reparto de telenovela           | Ana María Kamper                                               | Nominada  | [ 1 ] [ 2 ] |
| XXIX Premios India Catalina 23 de febrero de 2013      | Mejor actor de reparto de telenovela            | Carlos Muñoz                                                   | Nominado  | [ 1 ] [ 2 ] |
| XXIX Premios India Catalina 23 de febrero de 2013      | Mejor actor de reparto de telenovela            | Érick Cuéllar                                                  | Nominado  | [ 1 ] [ 2 ] |
| XXIX Premios India Catalina 23 de febrero de 2013      | Mejor historia y libreto original de telenovela | Jhonny Ortiz, Héctor Rodríguez, Adriana Barreto, Perla Ramírez | Nominado  | [ 1 ] [ 2 ] |
| XXIX Premios India Catalina 23 de febrero de 2013      | Mejor director de telenovela                    | Anselmo Calvo, Luis Orjuela                                    | Nominado  | [ 1 ] [ 2 ] |
| XXIX Premios India Catalina 23 de febrero de 2013      | Revelación del año                              | Érick Cuéllar                                                  | Ganador   | [ 1 ] [ 2 ] |
| XXIX Premios India Catalina 23 de febrero de 2013      | Mejor edición de telenovela                     | Claudia Acevedo                                                | Nominada  | [ 1 ] [ 2 ] |
| XXIX Premios India Catalina 23 de febrero de 2013      | Mejor arte de telenovela                        | Roberto Kattah                                                 | Nominado  | [ 1 ] [ 2 ] |
| XXIX Premios India Catalina 23 de febrero de 2013      | Mejor fotografía de telenovela                  | Carlos Arango de Motis, Juan Pablo Ramírez                     | Nominados | [ 1 ] [ 2 ] |
| XXII Premios TVyNovelas (Colombia) 13 de abril de 2013 | Telenovela favorita                             | Telenovela favorita                                            | Nominada  | [ 3 ] [ 4 ] |
| XXII Premios TVyNovelas (Colombia) 13 de abril de 2013 | Actriz protagónica de telenovela favorita       | Marcela Carvajal                                               | Nominada  | [ 3 ] [ 4 ] |
| XXII Premios TVyNovelas (Colombia) 13 de abril de 2013 | Actriz de reparto de telenovela favorita        | Alexandra Restrepo                                             | Ganadora  | [ 3 ] [ 4 ] |
| XXII Premios TVyNovelas (Colombia) 13 de abril de 2013 | Actor de reparto de telenovela favorita         | Carlos Muñoz                                                   | Nominado  | [ 3 ] [ 4 ] |
| XXII Premios TVyNovelas (Colombia) 13 de abril de 2013 | Actor de reparto de telenovela favorita         | Beto Villa Jr                                                  | Nominado  | [ 3 ] [ 4 ] |
| XXII Premios TVyNovelas (Colombia) 13 de abril de 2013 | Actriz antagónica de telenovela favorita        | Ana Soler                                                      | Nominada  | [ 3 ] [ 4 ] |